# The Toy Dolls
The Toy Dolls est un groupe de punk rock britannique, originaire de Sunderland, en Angleterre. Formé en 1979, ils jouent leur tout premier concert au Millview Social Club de Sunderland le 20 octobre de cette même année. Des membres fondateurs des Toy Dolls, ne subsiste que son leader Olga (Michael Algar).

## Biographie

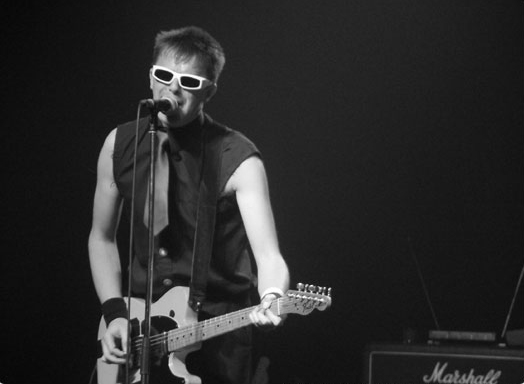
Olga, guitariste des Toy Dolls, à Wiesbaden, en 2005.

C'est en octobre 1979 que le chanteur Pete Zulu, le guitariste Olga, le bassiste Flip et le batteur Mr. Scott forment le groupe des Toy Dolls à Sunderland, Royaume-Uni. Assez rapidement, Olga assume le rôle de chanteur tout en conservant celui de guitariste. La formation née en 1979 connaît une longévité notable : non seulement avec la sortie du DVD Our Last Tour? en 2005, et celle de l'album The Album After the Last One (« L'album après le dernier ») en 2012, mais aussi avec des tournées qui se poursuivent lors des années 2000.
Interrogé en 2007 sur les tournées de concerts, le chanteur et leader historique Olga répond : « C'est (...) la chose la plus importante pour nous. Même si nous n'avions pas d'album à défendre, on continuerait à jouer en live. Nous l'avons fait pendant de nombreuses années quand nous n'avions pas encore signé de contrat avec un label ou une maison de disque ! »
Le groupe est connu pour ses performances scéniques à travers des interprétations familières à ses fans comme « Nellie the Elephant », ou « Drooling Banjos » (inspirée du Dueling Banjos du film Délivrance).

## Membres

### Membres actuels
- Michael « Olga » Algar - chant, guitare
- Duncan « The Amazing Mr. Duncan » Redmonds - batterie, chant
- Tom « Tommy Goober » Blyth - basse, chant

### Anciens membres
- Peter « Pete Zulu » Robson - basse, guitare
- Phillip « Flip » Dugdale - basse
- Colin « Mr. Scott » Scott - batterie
- Paul « Hud » Hudson - chant
- Dean « Dean James » Robson - batterie (1980), basse (1985-1988)
- Trevor « Trevor the Frog » Brewis - batterie
- Graham « Teddy Toy Doll » Edmundson - batterie
- Robert « Happy Bob » Kent - batterie
- Steve « Rubiboy » Mallinson - basse
- Frederick « Freddie Hotrock » Robertson - basse
- Nick Buck - batterie
- Barry « Bonny Baz » Warne - basse
- Alan « Dirty Dicka » Nixon - batterie
- Malcolm « Dicky » Dick - batterie
- Paul « Little Paul » Smith - batterie
- Ernest « Ernie » Algar - basse
- Kevin « Canny Kev » Scott - batterie
- Martin « Marty » Yule - batterie
- John « K'Cee » Casey - basse
- Richard « Dicky Hammond » Hammond - basse
- Gary « Gary Fun » Dunn - basse
- Suba - batterie
- Michael « Reb » Rebbig - bass
- David « Dave the Nut » Nuttall - batterie

## Discographie

### Compilations
- 1981 : Strength Thru Oi
- 1986 : Singles 83/84 (LP, cassette et CD)
- 1990 : High Spirits (Japon uniquement)
- 1992 : The Collection (CD)
- 1994 : The Volume Years (quadruple CD)
- 1994 : The Receiver Years (quadruple CD)
- 1996 : The History 1979-1996 (double CD)
- 1998 : The History Part II (double CD)
- 1999 : Wonderful World (États-Unis uniquement)
- 2001 : Very High Spirits(Japon uniquement)
- 2001 : The best of The Toy Dolls  (Allemagne uniquement)
- 2002 : We're mad (The anthology) (double CD)
- 2002 : Covered in Toy Dolls
- 2005 : Cheerio and Toodlpip (The Complete Singles)
- 2024 : The Singles

### Vidéographie
- 1984 : We're mad (VHS)
- 1987 : Idle gossip (VHS)
- 1992 : Live in Japan (VHS)
- 2002 : We're mad + Idle gossip (DVD)
- 2005 : Our Last Tour? (DVD)